# COM格式
COM格式文件一种是简单的可执行文件。在迪吉多公司于20世纪70年代推出的操作系统中，.COM被用做包含操作系统支持命令的文本文件的拓展名（类似于Windows系统的.cmd文件）。随着引进CP/M的引进（微型计算机的操作系统），COM扩展相的文件改变为的可执行文件。该格式后来被结转到MS-DOS。虽然MS-DOS中已有更常见的.exe文件格式的，紧凑的COM文件仍然保持活力，并在MS-DOS频繁使用。
COM文件中没有附带任何支持性数据，仅包含可执行代码。文件头即为第一句执行指令。没有重定位的信息，这样代码中不能有跨内存段(segment)操作数据的指令，因此代码与数据只能限制在同一个64KB的内存段中。